# كامران نزهت
كامران نزهت، (بالإنجليزية: Camran Nezhat) (زميل الكلية الأمريكية لأطباء الأمراض النسائية والتوليد FACOG ، زميل الكلية الأمريكية للجراحين FACS)؛ هو جراح بالمنظار إيراني-أمريكي، أستاذ جامعة كاليفورنيا؛ وأستاذ مساعد في المركز الطبي لجامعة ستانفورد في بالو ألتو، كاليفورنيا منذ 1993. يشغل منصب رئيس رابطة كلية الطب الإكلينيكية المساعدة بكلية طب جامعة ستانفورد،  وأستاذ سريري لجراحة النساء والتوليد في جامعة كاليفورنيا في سان فرانسيسكو.